# L'Enciclopèdia em valenciano
L'Enciclopèdia em valenciano é uma enciclopédia online da Comunidade Valenciana (Espanha) escrita em língua valenciana em licença GFDL rodando em MediaWiki.
Foi fundada por contribuidores como um projeto independente, em 2 de dezembro de 2007. A Enciclopédia contava com 25.721 verbetes em 13 de outubro de 2022.

## Características
O slogan da enciclopédia que consta abaixo do logitipo é Informação livre em valenciano e tem mais de 1.100 utilizadores registados.
Segundo L'Enciclopèdia em valenciano, é a "única enciclopédia que usa unas normas ortográficas valencianas para o valenciano", as Normas del Puig da Real Academia de Cultura Valenciana, datadas de 1979 e também "a única produzida em valenciano da própria Comunidade Valenciana e dirigida a um público valenciano".
L'Enciclopèdia em valenciano tem entre os seus objectivos o desenvolvimento de uma enciclopédia em valenciano de conteúdo livre e a difusão da língua e da cultura valenciana na Internet.

## Estatísticas
Número total de artigos ao longo do tempo:
| Data             | Artigos |
| ---------------- | ------- |
| dezembro, 2007   | -       |
| 7 março 2009     | 500     |
| 7 maio 2009      | 1.000   |
| 18 junho 2009    | 5.000   |
| 26 dezembro 2014 | 10.000  |
| 28 junho 2019    | 15.000  |
| 24 novembro 2020 | 20.000  |
| 14 setembro 2022 | 25.000  |
| 21 outubro 2023  | 30.000  |
| 31 agosto 2024   | 35.000  |
| 12 agosto 2025   | 40.000  |